# Patricia de las Heras Fernández
Patricia de las Heras Fernández   (15 de juny de 1988) és una advocada i política espanyola. És llicenciada en dret per la Universitat de les Illes Balears. Va exercir l'advocacia i va treballar a la banca i com a funcionària al Consell de Formentera. Va ser diputada al Congrés dels Diputats per les Illes Balears a la XIV Legislatura. Actualment exerceix de diputada al Parlament de les Illes Balears on ha destacat per la seva catalanofòbia.